# Foda-se (canção)
"Foda-se" (estilizado como "f:)da-se") é uma canção do ator e cantor brasileiro Bruno Gadiol, gravada para seu primeiro álbum de estúdio Jovem. Conta com participação do cantor e drag queen Grag Queen. A canção foi lançada para download digital e streaming através do selo Head Media, da gravadora Universal Music em 20 de outubro de 2023.
Foda-se foi o segundo de três lançamentos que compuseram a versão deluxe do álbum Jovem.

## Lançamento e promoção
A divulgação do single começou com publicações de Gadiol nas redes sociais anunciando seu próximo single com participação do cantor e drag queen Grag Queen. Intitulado Foda-se, Gadiol divulgou alguns vídeos com trechos da nova faixa através de seu Instagram. A produção ficou por conta de Los Brasileros e DMAX. "Foda-se" foi lançada para download digital e streaming em 20 de outubro de 2023.

## Prêmios e indicações
| Ano  | Prêmio          | Categoria    | Resultado | Ref.  |
| ---- | --------------- | ------------ | --------- | ----- |
| 2024 | Prêmio Biscoito | Feat do Vale | Indicado  | [ 8 ] |

## Faixas e formatos
| Download digital / streaming |           |         |  |
| N.º                          | Título    | Duração |  |
| 1.                           | "Foda-se" | 2:43    |  |

## Histórico de lançamento
| Região | Data                  | Formato(s)                 | Gravadora(s)    | Ref.  |
| ------ | --------------------- | -------------------------- | --------------- | ----- |
| Várias | 20 de outubro de 2023 | Download digital streaming | Universal Music | [ 6 ] |